# トライアングル・プロダクション
トライアングル・プロダクション（英: Triangle Production）は、グループ・サウンズ・バンドのアウト・キャストやThe Loveで活動した藤田浩一が、1975年4月24日に設立した音楽プロダクションである。主にAORやR&Bに影響を受けた後年にはシティ・ポップと呼ばれるポップスの音楽を多数リリースした。レイジー，フラッシュ、角松敏生，オメガトライブ，菊池桃子等をデビューさせ、数多くのヒット曲を送り出した実績があり、これらの作風は「トライアングル・サウンド」と呼ばれた。ヒット曲を連発した1980年代、数多くの表彰を受けており、多数のトロフィーが事務所内に飾られていた。また、事務所前にはいつもレイジー等の入待ちや出待ちのため毎日のようにファンが詰めかけており、一部のファンクラブでは事務所内での事務作業手伝いなどのボランティアも募集していた。トライアングル・プロダクションは既に解散しており、関連会社であったバミューダ音楽出版が事業の一部を引き継いでいる。
レイジーやトロワが在籍していた時代は東京都港区北青山3丁目12−7カプリース青山ビル9階のガラス張りの角部屋にあったが、後に隣の青山花茂ビル7階に移転した。

## 音楽業界における多大な影響力
トライアングル・プロダクションは1980年代の日本の音楽業界を牽引した音楽事務所の1つであり、レイジー，角松敏生，オメガトライブ，菊池桃子などを輩出してヒットを連発した。そして、プロダクション代表の藤田浩一による澄み切った明るく特徴的な作風は、トライアングル・サウンドと呼ばれ、質の高い都会的な音楽として認知された。1980年代前半はポータブルオーディオやカーオーディオが普及を開始し、海辺などでのレジャーや夜間のドライブ等で音楽が聴かれ始めた時期であり、同時代を席巻したトライアングル・サウンドはレジャーやドライブの需要にも合致する爽やかな作風となっていた（藤田浩一も自身のプロデュース作品をレコーディングした直後に、カーオーディオで聴きながらドライブするテストを行っていた）。当時のスタッフによれば、レコーディングが終了した深夜2時以降は藤田タイムと呼ばれ、代表の藤田浩一が音源と共にドライブへ出掛け戻ってくるまで電源は落とせず、戻ってきた後で再びレコーディングがはじまる事も多々あったようであり、藤田浩一のサウンドに対する情熱・こだわりは相当なものであった。オメガトライブに至っては『カマサミ・コング DJスペシャル』や『DJ SPECIAL』という企画アルバムが発売されており、海辺におけるレジャーやドライブでの需要を特に強く意識していた。
藤田浩一がプロデュース業から引退した1995年には音楽制作を停止し、所属タレントのほとんどを移籍・独立させた。そして、藤田が死去した2009年には会社が消滅しているが、出身者はブラック・コンテンポラリー、ヘヴィメタル、アニソン、俳優・女優などの各方面で多大な影響を与え続けている。元レイジーの高崎晃と樋口宗孝が結成したLOUDNESSは、アルバムがビルボードTOP100にランクインしただけでなく、世界でも超一流のステージであるマディソン・スクエア・ガーデンに日本人初の出演を果たし、同じく元レイジーの井上俊次はアニソン制作会社のランティスを立ち上げて、元レイジーの影山ヒロノブと共に2000年代からの世界的なアニメブームを牽引した。角松敏生、オメガトライブ、菊池桃子は日本で一流の音楽家と言える地位を築き、2010年代以降の世界的なシティ・ポップブームで海外からも高く評価されている。また菊池桃子は大学の客員教授や政府機関の委員に就任し、キャリア教育を行っている。
藤田浩一の没後、トライアングル・プロダクションは解散したが、関連会社であったバミューダ音楽出版が事業の一部を引き継ぎ、かつて本事務所に所属していたTwin Fizzの仁科かおりが社長を務めている。

## 在籍した音楽家
下記は在籍を開始した時系列順に並んでいる。

### レイジー
- レイジー - ハードロックバンドで、最年少ロックバンドとしてデビューした。音楽性は、最初期は藤田浩一の意向もあり、メンバーの本来のハードロック志向と異なるアイドルポップスであったが、末期には後のLOUDNESSに繋がるようなヘヴィメタルに変化した。
  - 影山ヒロノブ - レイジー解散後にアニソンのソロ歌手として有名になった。2000年にランティスに参加してJAM Projectを結成し、リーダーを務めている。アニソン歌手としてトップクラスの人気を誇っている。
  - 高崎晃 - レイジー解散後、1981年にLOUDNESSを結成。LOUDNESSは日本のみならず、世界でも人気のバンドとなった。
  - 井上俊次 - レイジーで活動し、トロワとBIGBANGを結成した後、藤田浩一から指示されていた角松敏生とのユニット結成を断ったことが切っ掛けで事務所を脱退した。1999年にランティスを設立し、2000年からJAM Projectをプロデュースするなど、深夜アニメの最初期からアニソン文化に多大な貢献を行っている。その後はバンダイナムコアーツの副社長を務めている[7]。
  - 田中宏幸
  - 樋口宗孝 - レイジー解散後、1981年にLOUDNESSを結成。LOUDNESSは日本のみならず、世界でも人気のバンドとなった。

### トロワ
- トロワ - 慶應義塾大学の音楽サークルである「リアルマッコイズ」で結成された3人組コーラス・グループ[8]。1976年、横浜市関内の音楽事務所「ファーストベース」（元・寺内タケシとブルージーンズの山本進一社長）に所属し、各地のライブハウスや銀座「灯」（ともしび）などの歌声喫茶で下積みを送りながら、 オリジナル曲のレコーディングを開始[8]。1977年、「ポプコン東京大会」（ヤマハ主催）、ビクターレコードのコンテストに出場し、自作曲の『夕暮れの街』が受賞グランプリを受賞。当時は「コンテスト荒らし」との評判があった[8]。RCAレコードの竹内まりやの担当プロデューサー宮田茂樹氏に見出され、元エイプリル・フールの小坂忠プロデュースにより、当時、英国で話題の実話をもとにした小説と同名テレビ番組の主題歌『私は13歳〜なぜママになってはいけないの』でデビュー[8]。1978年、「後楽園音楽祭」（日本コロムビア主催）で自作曲の『緑の丘』がグランプリを受賞し、”第二の「ガロ」”と評判になり、日本コロムビアに移籍。「ガロ」のディレクターのもと、『美しきひと夏』（詞／山上路夫、曲／すぎやまこういち）で本格デビューを飾った[8]。1979年3月に『ブレンドコーヒー』と『BYE BYE LOVE』をA面/B面カップリングしたシングルを発売し、並行して「ぎんざNOW!」に出演して歌唱を披露した[8]。その後1980年夏にトライアングル・プロダクションに移籍し、1981年7月にトロワの3名にレイジーのキーボード担当である井上俊次を加えたBIGBANGというグループでクインシー・ジョーンズの「愛のコリーダ」の日本語版を発表した。 同年9月に井上俊次の多忙により、BIGBANGとトロワが共に解散した[9]。
  - 大場佳文 - 1975年4月から1980年3月まで慶應義塾大学文学部フランス文学科に在籍し、竹内まりや、杉真理等が在籍した音楽サークル「リアルマッコイズ」でトロワを結成し、大場自身はギター，ピアノ，作詞作曲，ボーカルを担当した[8]。1981年9月のトロワ解散と共に一旦音楽活動から離れ、サラリーマンとして航空会社、ITベンダーの宣伝部に在籍し、その後に不動産会社経営を経て、2012年4月から「縄文土（ジャンモンド）」名義で音楽活動を再開した[9]。モンドミュージック（monde musique）というレーベルの設立[10]を行い、『サクラガールズ』，『Genio（ジェニオ）』というアーティストのプロデュースや作品リリースを行う[11][12][13]ほか舞台公演も行っている[14][15][16]。また、個人的に運営するジャンモンド名義のYouTubeチャンネルとMondo大場名義のYouTubeチャンネルでも、予算が全くない中ではあるが個人的な活動記録として、殆ど撮って出しに近い非常に簡素な記録動画を公開している。具体的には、知人や友人の手を借りながらスマートフォンの内蔵カメラにより撮影した素材とiMovieによる簡易的な編集を多用した記録動画（自作曲をBGMとしたイメージビデオ，撮影地における40年以上前の経験談のインタビュー）がある[17][18][19][20][21][22][23]。オリンピックとの便乗企画の動画もある[24]。他にもデリバーワウ合同会社や、六大学メンバーシップ機構を立ち上げるなど、社会活動も行っている[25]。大場佳文自身が影響を受けたビートルズや、ジョン・レノンとオノ・ヨーコを作品や社会活動の主なテーマにする事が多い。
  - 白石嘉彦
  - 竹市克己

### 角松敏生
- 角松敏生 - 日本大学文理学部哲学科在学中に作成した「Still I'm In Love With You」[26]のデモテープを送り、藤田浩一に才能を認められ採用される。藤田浩一がレイジー解散後の井上とのデュオでのデビューを想定して人材を探していたため、採用後は井上とアパートで共同生活を行ったが、いつも赤い日産・ブルーバードを乗り回して海に行き、井上に対しては音楽制作の議論よりも遊びの誘いばかりを繰り返したため井上にユニット結成を断られ、一方の角松自身も元々ソロデビューを望んでいたこともあり、1981年に「YOKOHAMA Twilight Time」でデビューすることになった[2]。
この時角松の紹介でサウンドプロデューサーとして参加した志熊研三は、その後、オメガトライブのプロジェクトにおいて、ディレクター・編曲家として藤田浩一のもとで重要な役割を務めることになる。
その後藤田浩一との方向性の違いから、ボンド企画傘下のマーマレードに移籍後、音楽ファンにも聴き応えのある緻密な作品を送り出し、プロデュース業ではヒット曲を多数送り出すなどして、一流ミュージシャンとしての地位を確立した。
1993年に自身の心身の限界や私生活等での問題も重なり、ソロ活動を「凍結」するが、その後もサウンドおよび楽曲のプロデュースや楽曲提供、別名義でのユニット活動を継続し、その間独立して自身の事務所「ビーンズ」を設立した。プロデュース作品としての代表作であるVOCALANDシリーズもこの時期のリリースである。むしろ凍結後の方が活動の多様性が増していたと言える。
1998年に「解凍」を宣言して活動を再開し、民族音楽とのコラボレーションや映画音楽の制作などにも挑戦している。制作した「ILE AIYE 〜WAになっておどろう〜」という曲が1998年長野オリンピックのテーマ曲として抜擢され、閉会式にAGHARTAとして出演した事もある。
長らく海外での知名度は皆無であったが、1980年代の作品が2010年代のシティ・ポップブームで世界的に評価された。

### オメガトライブ
- オメガトライブ - 前身の「きゅうてぃぱんちょす」時代に藤田浩一がプロデュース依頼を受け、その流れで開始されたプロジェクトである。このプロジェクトでは、杉山清貴&オメガトライブ，1986オメガトライブ、カルロス・トシキ&オメガトライブと立て続けにヒットを飛ばした。当時の作品は2010年代のシティ・ポップブームで世界的に評価された。

### 菊池桃子
- 菊池桃子 - AORを特徴としていた事務所の中で、異色のアイドル活動を行った。1983年に当事務所でデビューし、80年代アイドルとして絶大な人気を得た後、AORバンドのラ・ムーを結成し、1989年にマネージャーだった岩崎加允美が独立して設立したパーフィットプロダクションに事務所を移籍した後は女優やタレントに転向した。また、大学の客員教授や政府機関の委員に就任し、キャリア教育を行っている。1980年代の作品は2010年代のシティ・ポップブームで世界的に評価された。特にNight Tempoによるリミックスなどで新たな展開を迎えている。

### 井浦秀知
- 井浦秀知

### 池田政典
- 池田政典 - ジャパンアクションクラブで俳優としてデビュー後、藤田浩一の勧めで移籍加入し、歌手活動にも進出した。歌手活動の休止後はケイエムシネマ企画に移籍し、俳優・声優の活動に専念したが、歌手時代の実績を生かしてアニメのキャラクターソングを歌うことがある。

### Twin Fizz
- Twin Fizz - 仁科かおりと中谷内映（現・小池映）による女性二人組ユニット。作曲を仁科かおりが担当し、作詞を中谷内映が担当した。高校在学中に事務所のオーディションに合格したことで卒業後上京、1990年から1991年にかけてシングル3枚・アルバム2枚を発売。シングルには杉山清貴との共作があるほか、編曲には新川博などトライアングル・プロダクションと繋がりのあったミュージシャンが起用された。久石譲も編曲で参加している。Twin Fizz解散後、仁科かおりは引き続き音楽業界に留まり、AKB48グループの仮歌・コーラスを筆頭に多岐にわたる仕事を行う。藤田浩一の没後、仁科かおりはトライアングル・プロダクションの関連会社であったバミューダ音楽出版の社長に就任した。

### KAZZ（川上和之）
- KAZZ（川上和之） - 1992年に藤田浩一プロデュースの下で、KAZZ名義のアルバム「MOVIN' GROOVIN'」とシングル数枚を発表したり、マスメディアへの露出を行った。退社後、本名で細々と音楽作品を発表しながら舞台俳優や劇団「三ツ星キッチン」の旗揚げと音楽監督を行うなどして活動中である[27][28]。トライアングル在籍当時の作品は再発されておらず、中古市場でもほとんど流通していない。